# Hendrik Johannes Slijper
Hendrik Johannes (Henk) Slijper (Amsterdam, 3 januari 1922 – Laren (NH), 3 november 2007) was een Nederlands kunstschilder, tekenaar en valkenier.
Slijper stond voor natuurbehoud, was schilder van (stoot)vogels, illustrator van boeken over de natuur, waaronder "Roofvogels en uilen in Europa" van Karel Voous.

## Leven
Slijper volgde eerst een opleiding tot Tekenleraar in Amsterdam en in 1942 ging hij naar de Rijksacademie voor Beeldende Kunsten. Vanaf de midden jaren vijftig staat Slijper onder andere bekend als vogelillustrator. Zo maakte hij voor Thieme wandplaten voor het onderwijs en maakte hij de omslagtekeningen voor tijdschriften zoals Het Vogeljaar, De Lepelaar en Vogels. Ook gaf Slijper jarenlang tekenles aan de Gooise Academie. 

## Erkenning
Voor zijn werk op het gebied van de roofvogelbescherming kreeg hij in 1974 'De Gouden Lepelaar', een jaarlijkse prijs van Vogelbescherming Nederland.
In 1986 werd hij onderscheiden met een Zilveren Anjer.